# Ankongoua
Ankongoua ist ein temporärer Fluss, nach Art eines Fiumara auf Anjouan, einer Insel der Komoren in der Straße von Mosambik.

## Geographie
Der Fluss entspringt im Gebiet von Hamchako im Süden von Anjouan. Er verläuft nach Süden und mündet zusammen mit dem Bakomatsatsi in die Straße von Mosambik.